# Schimon bar Giora
Schimʿon bar Giora (auch Simeon bar Giora, aram. שִׁמְעוֹן בַּר גִּיּוֹרָא Schimʿōn Bar Gijjōrā; gestorben 71) war laut Flavius Josephus einer der Anführer der Zeloten, die 70 nach Christus Jerusalem gegen die Römer verteidigten. Er wurde von Titus, dem späteren römischen Kaiser und Sohn Vespasians, verhaftet und ein Jahr später (71) in Rom unter Kaiser Vespasian hingerichtet. Josephus beschreibt ihn als einen in Judäa marodierenden Räuber, Banditen und Mörder, bevor er die Verteidigung der Ringmauer um Jerusalem übernahm. Nach der Eroberung Jerusalems und der Zerstörung des Tempels versteckte er sich in einer Höhle unter dem Tempelberg, wo er versucht haben soll, einen Tunnel durch den Belagerungsring zu graben. Das Unternehmen scheiterte, weil der Fels zu hart gewesen sei. Bar Giora musste sich so den römischen Legionären ergeben, nachdem ihm und seinen Gefährten Nahrung und Wasser ausgegangen waren. Er wurde mit 700 weiteren Gefangenen via Ägypten mit einem Schiff nach Rom transportiert und dort in einem Triumphzug der römischen Bevölkerung vorgeführt.
Der wissenschaftlich nicht anerkannte Hobbyforscher Joseph Atwill stellt in seinem Buch Das Messias-Rätsel die Behauptung auf, dass es sich bei Schimon bar Giora und Simon Petrus um ein und dieselbe Person handeln könnte.